# Луверн (Міннесота)
Луверн (англ. Luverne) — місто (англ. city) в США, в окрузі Рок штату Міннесота. Населення — 4946 осіб (2020).

## Географія
Луверн розташований за координатами 43°39′13″ пн. ш. 96°12′51″ зх. д. / 43.65361° пн. ш. 96.21417° зх. д. (43.653542, -96.214185).  За даними Бюро перепису населення США в 2010 році місто мало площу 9,54 км², з яких 9,52 км² — суходіл та 0,02 км² — водойми.

## Демографія
Згідно з переписом 2010 року, у місті мешкало 4745 осіб у 2048 домогосподарствах у складі 1257 родин. Густота населення становила 498 осіб/км².  Було 2237 помешкань (235/км²).
Расовий склад населення:
| - 96,3 % — білих - 0,8 % — чорних або афроамериканців - 0,6 % — азіатів - 0,2 % — корінних американців |

До двох чи більше рас належало 1,6 %. Частка іспаномовних становила 2,7 % від усіх жителів.
За віковим діапазоном населення розподілялося таким чином: 24,4 % — особи молодші 18 років, 52,6 % — особи у віці 18—64 років, 23,0 % — особи у віці 65 років та старші. Медіана віку мешканця становила 42,1 року. На 100 осіб жіночої статі у місті припадало 88,1 чоловіків;  на 100 жінок у віці від 18 років та старших — 84,5 чоловіків також старших 18 років.
Середній дохід на одне домашнє господарство  становив 54 508 доларів США (медіана — 44 583), а середній дохід на одну сім'ю — 68 666 доларів (медіана — 60 840). Медіана доходів становила 41 314 долари для чоловіків та 32 622 долари для жінок. За межею бідності перебувало 15,1 % осіб, у тому числі 19,3 % дітей у віці до 18 років та 12,2 % осіб у віці 65 років та старших.
Цивільне працевлаштоване населення становило 2189 осіб. Основні галузі зайнятості: освіта, охорона здоров'я та соціальна допомога — 27,5 %, роздрібна торгівля — 15,5 %, виробництво — 12,1 %.